# Reciclaje de teléfonos móviles

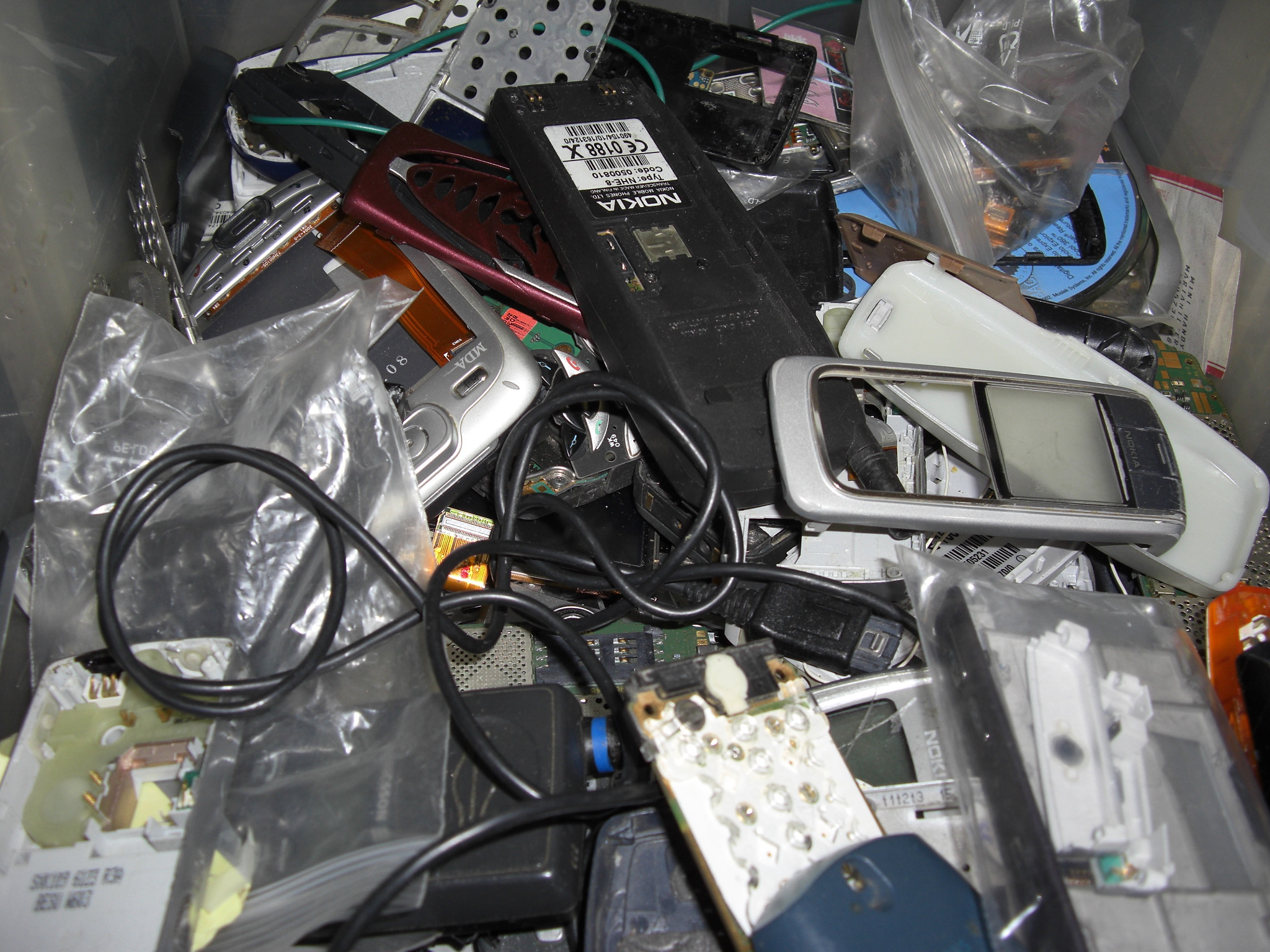
Teléfonos celulares desechados.

El reciclaje de teléfonos móviles es el proceso de reciclaje que pueden seguir los teléfonos móviles (también llamados celulares) al final de su vida útil.
A causa del frecuente cambio de dispositivos, el bajo costo, e incluso la obsolescencia programada, muchísimos teléfonos son desechados anualmente, lo cual contribuye a la creciente cantidad de residuos electrónicos alrededor del mundo. Los recicladores consideran a este tipo de deshechos un problema que se expande rápidamente. En los Estados Unidos, aproximadamente un 70% de metales pesados en los basureros proviene de tecnología desechada. Los residuos electrónicos apenas representan entre un 2% y un 5% de la basura en los vertederos de aquel país, sin embargo esta cifra crece rápidamente.
Los teléfonos celulares son considerados "residuos peligrosos" en California. Muchas sustancias químicas presentes en tales dispositivos drenan de los basureros al sistema de agua subterránea. La organización Greenpeace advierte de que al estar soldada la batería del iPhone a su carcasa, se dificulta su reciclado. También señala que sus científicos han encontrado tóxicos Ftalatos en los cables de este modelo de teléfono celular, y añade que esto va en contra de la proposición 65, la cual exige advertir de esto en las etiquetas de los productos que exponen a los consumidores a esta sustancia tóxica.
Estados Unidos no ha ratificado la Convención de Basilea ni su enmienda de Prohibición, y no posee leyes nacionales que prohíban la exportación de residuos tóxicos. La Basel Action Network estima que, aproximadamente un 80% de los residuos electrónicos que se enviaron a reciclar en los EE. UU. no se reciclaron del todo, sino que se dirigieron en buques portacontenedores a países como China. Algunos lugares como Guiyu en la región de Shantou, China; y Delhi y Bangalore en India, tienen áreas de procesamiento de residuos electrónicos.

## Reciclaje
Los estadounidenses tiran millones de teléfonos celulares cada año para cambiarlos por aparatos más nuevos y todos aquellos dispositivos desechados pueden perjudicar seriamente al entorno. La chatarra electrónica representa el 70% del total de residuos tóxicos que se encuentran actualmente en los vertederos. Según la Agencia de Protección del Medio Ambiente de Estados Unidos (EPA, por sus siglas en inglés), 141 millones de teléfonos celulares se desecharon en 2009 y sólo 12 millones de ellos fueron recogidos para reciclar.
La vida útil aproximada de un teléfono celular es de tan sólo 24 meses para el consumidor promedio.  Esto significa que, constantemente nuevos modelos de celulares son lanzados al mercado para reemplazar a los más antiguos. Una de las causas es la rápida evolución de la tecnología en la industria móvil. Según Mate Ployhar, de Intel, la industria continuamente está evolucionando, posiblemente incluso al paso de ley de Moore o más rápido.  Esto significa que modelos de teléfono celular más nuevos son frecuentemente consumidos y que los anteriores probablemente acaben en la basura.
La mayoría de teléfonos celulares contienen plásticos y metales preciosos que pueden ser reciclados para ahorrar energía y reutilizar recursos que, de otro modo, se requeriría obtener nuevamente de la naturaleza o fabricar. Además, cuando son vertidos, estos materiales contaminan el aire, la tierra y fuentes de agua. Los recubrimientos de los teléfonos celulares son, generalmente, hechos de plomo, una sustancia química tóxica que puede provocar efectos adversos a la salud cuando se produce una exposición a altos niveles. La placa de circuitos de los teléfonos celulares puede contener cobre, oro, plomo, cinc, berilio, tantalio, coltán, y otras materias primas que requerirían destinar recursos significativos a su obtención y a su fabricación.  Esta es una de las razones del por qué es importante reciclar teléfonos celulares viejos siempre que sea posible.
El asunto de los residuos electrónicos es un problema global; especialmente desde que muchos países desarrollados, incluyendo los EE. UU., comenzaron a enviar su basura a otras partes del mundo. Frecuentemente, los residuos electrónicos son inadecuadamente desmantelados y quemados, produciendo emisiones de tóxicos nocivos al medio, generando daños a la salud de comunidades cercanas y trabajadores. Por lo tanto, es importante que los usuarios de teléfono celular coloquen sus dispositivos para reciclar.

## Impacto global
Los teléfonos celulares actualmente representan un problema enorme para numerosos países alrededor del mundo. Los fabricantes y las agencias lentamente están adoptando nuevos programas en un esfuerzo por disminuir la cantidad de estos residuos, que han ido aumentando a lo largo de los años.

### Australia
Australia actualmente tiene un programa de reciclaje a nivel nacional bajo el nombre de MobileMuster. Fue iniciado en 1998 luego de los exitosos resultados obtenidos en una prueba de reciclaje en uno de sus estados. Actualmente, su foco principal está centrado en los teléfonos celulares, las baterías y cualquiera accesorios relacionado. Colaboran con más de 1400 vendedores, consejos locales, agencias gubernamentales y empresas, en sus esfuerzos de reciclaje. En 2005 MobileMuster lanzó una campaña que reunió el dato estadístico que muestra que el 46% de la población australiana era consciente de la posibilidad de reciclar sus dispositivos móviles y sus accesorios. El beneficio más grande que surgió de esta búsqueda era el sencillo hecho que mediante la concientización pública del reciclaje, la cantidad de dispositivos que se están reciclando aumente considerablemente. En marzo de 2006, porcentaje de personas con conocimiento sobre la posibilidad de reciclar sus dispositivos había aumentado al 54%. Finalizando junio, más de 590 000 dispositivos y 1.5 millones de baterías habían sido recogidos por MobileMuster. Estas cantidades de, aproximadamente, 367 toneladas de materiales, equivalen a un 16% de incremento en la cantidad de dispositivos reciclados en el lapso de un año. Actualmente, no solo se está colocando un gran énfasis en su reciclado, sino también en su reutilización. El motivo detrás de esto es que al reutilizar se disminuye la cantidad de recursos que son extraídos del medio, por lo tanto, se minimiza el impacto al medio ambiente.

### Estados Unidos
Los ingresos para la industria de reciclaje de teléfono celular de EE. UU. verán un notable aumento al menos hasta 2019. Un repunte en la adquisición de teléfonos celulares y nuevas tecnologías han creado un próspero mercado de sustitución y por consiguente, una mayor cantidad de dispositivos para reciclar. Aproximadamente 150 millones de teléfonos celulares son desechados cada año en los EE. UU. Hasta 35 000 libras de cobre y 772 libras de plata pueden ser recuperadas por cada millón de dispositivos reciclados. Una "menor" cantidad de oro y paladio también ha sido extraída.
Un informe liberado a principios del 2014 encontró que cuándo se trata de programas de reciclado de móviles, el dinero es lo que más incentiva a los consumidores a dar sus antiguos dispositivos para este fin. Cuanto más las personas se volvían conscientes del valor monetario de sus viejos teléfonos celulares y otros pequeños artefactos electrónicos, los sitios web de comparación que mostraban a los usuarios los últimos precios de compra crecieron en popularidad. El primer sitio web de comparación de precios de compra de teléfonos celulares lanzado en Estados Unidos fue Sellmycellphones.com el cual se inició en 2010.
La primera compañía de reciclaje de celulares en los Estados Unidos fue ReCellular, fundada en 1991, cuando sólo había 16 millones de usuarios móviles en todo el mundo. Se declaró en quiebra en 2013.

### Europa
Fundada en 1992, EMC Europa es una compañía británica que trabaja junto a otras empresas para conocer todo sobre las necesidades del reciclaje de productos tecnológicos. Es la líder de mercado en cuanto al reciclaje de teléfonos celulares y de ordenadores para empresas en Europa, con más de 100 000 clientes en 15 países. EMC Europa fue premiada como Best Employer 2013 y  Best Innovation 2014 por los Best Business Awards. La empresa ofrece envío gratuito, borra todos los datos privados, establece el valor del producto y realiza un pago electrónico rápido. EMC cumple con la "Directiva de Residuos de Equipos Eléctricos y Electrónicos" de la UE.

## El reciclaje desde un punto de vista económico
Los teléfonos celulares son bien valorados luego de su uso previsto. Sin embargo, el valor de estos teléfonos para los recicladores es marginal y se requiere de una gran cantidad para ser rentables. El valor económico de los teléfonos celulares reciclados se divide en dos categorías: Unidades remodeladas, las cuales se revenden a los usuarios finales y los teléfonos que no tienen ningún valor para los consumidores finales, de los cuales se aprovechan sus metales preciosos.
La Universidad de California en Santa Bárbara publicó un estudio en 2010 sobre el tema titulado "Economía de la Reutilización y Reciclaje de Teléfonos Celulares" que establece el valor de los teléfonos celulares reutilizados y reciclados. En 2006, según el estudio, el costo promedio de los renovadores de teléfonos celulares ReCellular, PaceButler y RMS fue de $ 2.10, mientras que los ingresos promedio de dichos teléfonos fueron de $ 17. De los dos métodos de reciclaje, la renovación de los teléfonos celulares es significativamente más rentable que el reciclaje de las partes internas.
El estudio también describe el valor de todos los metales preciosos dentro de los teléfonos celulares, así como el costo de extraer dichos materiales. El costo promedio en 2006 para la compañía estadounidense de reciclaje de teléfonos celulares ECS Refining fue de $ 0.18 mientras que el ingreso promedio de los metales reciclados fue $ 0.75. Con un margen de beneficio significativamente más pequeño que las unidades restauradas, este método de obtener dinero del reciclaje de teléfonos celulares es significativamente más dependiente del volumen. El metal precioso más valioso en los teléfonos celulares es el oro, que se utiliza en el microprocesador de la unidad. Este porcentaje de metales preciosos de la masa total de los teléfonos ha disminuido constantemente con el tiempo. De 1992 a 2006, el oro, como porcentaje de la masa total de estos, cayó de 0.06% a 0.03%. Hay una cantidad significativa de volumen en el mercado de EE. UU. con los estadounidenses en 2009 tirando en promedio 350 000 teléfonos celulares al día, pero con márgenes de adelgazamiento, el volumen comienza a ser irrelevante.
Por lo tanto, el incentivo económico para reciclar los metales preciosos en teléfonos celulares está disminuyendo en los Estados Unidos mientras que los fabricantes buscan maneras más rentables de producir teléfonos celulares. La renovación y la reventa de los teléfonos celulares sigue siendo la opción económicamente más viable para el reciclaje de este tipo de desechos electrónicos.

## Quioscos de reciclaje
EcoATM, fundada en 2008 por los empresarios en serie Mark Bowles, Seth Heine y Michael Librizzi, es el primer quiosco de reciclado de teléfonos. Mantienen una base de datos de más de 4000 teléfonos en perfecto estado. Funciona del siguiente modo: después de conectar con un cable apropiado, la máquina examinará el estado de los teléfonos, ofrecerá borrar los datos y dará el dinero en efectivo basado en el valor de reventa. A partir de 2010, 10 ecoATMs ya habían reciclado 33 000 teléfonos con un desembolso promedio de $ 9 por teléfono, y se planificaron 500 quioscos más. A partir de mayo de 2013 hay 350 ecoATMs en 24 estados, con dos más instalados por día y planes para la expansión internacional. La compañía revende el 75 por ciento de los dispositivos a los restauradores; el resto va a los recicladores de residuos electrónicos certificados por R2 Solutions o los estándares de la industria de e-Stewards. EcoATM es de San Diego y desde julio de 2013 propiedad de Outerwall, Inc.

## Reventa y proveedores de reciclaje

### Directorios
- E-Stewards es operado por el Basel Action Network y localiza proveedores certificados que no exporten desechos electrónicos peligrosos a países en vías de desarrollo, que serán arrojados a vertederos o reciclados mediante trabajo forzoso o infantil.[24]
- Agencia de Protección medioambiental
- CNET

### Comercio en línea
- Gazelle
- YouRenew
- NextWorth
- Amazon.com

### Comercio físico
- RadioShack
- Costco
- EcoATM

### Comercio físico y en línea
- Best Buy
- Target
- GameStop
- Phone carriers

### Mercados
- USell
- Swappa
- eBay
- Craigslist

### Organizaciones benéficas
- Cell Phones for Soldiers
- Home Phones
- Local domestic violence shelters

## Otras lecturas
- «The economics of cell phone reuse and recycling». The International Journal of Advanced Manufacturing Technology 47 (5-8): 515-525. 2009. ISSN 0268-3768. doi:10.1007/s00170-009-2228-z. «The economics of cell phone reuse and recycling». The International Journal of Advanced Manufacturing Technology 47 (5-8): 515-525. 2009. ISSN 0268-3768. doi:10.1007/s00170-009-2228-z.
- J.D.Lincoln;O.A.Ogunseitan;J.-D.Saphores;A.A.Shapiro (2007). «Leaching Assessments of Hazardous Materials in Cellular Telephones». Environmental Science and Technology 41 (7): 2572-2578. doi:10.1021/es0610479. J.D.Lincoln;O.A.Ogunseitan;J.-D.Saphores;A.A.Shapiro (2007). «Leaching Assessments of Hazardous Materials in Cellular Telephones». Environmental Science and Technology 41 (7): 2572-2578. doi:10.1021/es0610479. (7): 2572@–2578. doi:10.1021/es0610479.  CS1 maint: parámetro de autores de los Usos (enlace)
- O.A.Ogunseitan (2013). «The Basel Convention and E-Waste: Translation of Scientific Uncertainty to Protective Policy». The Lancet - Global Health 1 (6): e313-e314. doi:10.1016/S2214-109X(13)70110-4. O.A.Ogunseitan (2013). «The Basel Convention and E-Waste: Translation of Scientific Uncertainty to Protective Policy». The Lancet - Global Health 1 (6): e313-e314. doi:10.1016/S2214-109X(13)70110-4. (6): e313@–e314. doi:10.1016/S2214-109X(13)70110-4.

- Datos: Q6887206